# ASEC Koudougou
ASEC Koudougou is een Burkinese voetbalclub uit de stad Koudougou.
De club promoveerde in 2005 naar de hoogste klasse en was een van de weinige clubs buiten de grote steden Ouagadougou en Bobo-Dioulasso die in de hoogste klasse speelde. In 2007 degradeerde de club echter.